# Haverskerque British Cemetery
Le cimetière « Haverskerque British Cemetery » est un cimetière de la Première Guerre mondiale situé à Haverskerque (Nord).

## Victimes
| Pays        | Victimes |
| ----------- | -------- |
| Royaume-Uni | 89       |
| Allemagne   | 1        |
| Total       | 90       |